# 源恭
源 恭（みなもと の つつしむ）は、平安時代初期から前期にかけての貴族。初名は謹。嵯峨源氏、左大臣・源信の子。官位は従四位下・大和守。

## 経歴
文徳朝の斉衡2年（855年）従五位下に叙爵する。清和朝に入り、天安3年（859年） 雅楽頭、貞観4年（862年）従五位上に叙任される。
その後、貞観8年（866年）応天門の変が発生すると、父・信は嫌疑を受けて、無罪となるも籠居し、貞観10年閏12月（869年2月）事故死してしまう。その後、謹は正五位下・陸奥守に叙任されて地方官に転じ、貞観18年（876年）謹から恭に改名している。陸奥守在任中の元慶2年（878年）3月に出羽国の夷俘が反乱を起こして秋田城を急襲、城や周辺の官舎・民家を焼き払う。出羽守・藤原興世らがこれを防戦するも鎮圧できなかったため、朝廷は陸奥国・上野国・下野国の各国に援軍として出兵を命じる。この命令を受けて、4月中に恭はまず2000名の兵士を出羽に派遣するが、出羽からの要請を受けて500名を追加派遣した。恭は兵士派遣の完了、及びさらに2000名の兵士を徴発して要害の守備に就かせたい旨を奏上するが、朝廷からは大量の兵士の徴発は兵糧の負担が大きいため夜間の警備に留めること、妄りに兵事の飛駅言上を行うべきでない旨の返答を受けた。同年8月に常陸権介を兼ねる。
その後、民部大輔として京官に復し、元慶3年（879年）従四位下に叙せられるが、まもなく大和守として再び地方官に転じた。元慶5年（881年）知的障害があったため、父・信から子として認められず系譜から削除されてしまっていた兄弟・尋に対する春朝臣姓の賜与を、兄弟の平・保と共に奏請し、許されている。

## 官歴
『六国史』による。
- 時期不詳：正六位上
- 斉衡2年（855年） 正月7日：従五位下
- 天安3年（859年） 正月13日：雅楽頭
- 貞観4年（862年） 正月7日：従五位上
- 時期不詳：正五位下。陸奥守
- 貞観18年（876年） 8月1日：謹から恭に改名
- 元慶2年（878年） 8月14日：兼常陸権介
- 時期不詳：民部大輔
- 元慶3年（879年） 11月25日：従四位下
- 元慶5年（881年） 6月9日：見大和守